# Slowakische Badmintonmeisterschaft 1995
Die Slowakische Badmintonmeisterschaft 1995 war die dritte Auflage der Titelkämpfe im Badminton in der Slowakei. Sie fand vom 29. bis zum 30. April 1995 in Košice statt.

## Medaillengewinner
| Disziplin    | Gold                                                                | Silber                                                                 | Bronze                                                            |
| ------------ | ------------------------------------------------------------------- | ---------------------------------------------------------------------- | ----------------------------------------------------------------- |
| Herreneinzel | Igor Novák (VŠDS Žilina)                                            | Marián Šulko (Spoje Bratislava)                                        | Juraj Brestovský (Spoje Bratislava)                               |
| Herreneinzel | Igor Novák (VŠDS Žilina)                                            | Marián Šulko (Spoje Bratislava)                                        | Marián Tomčko (Slávia TU Košice)                                  |
| Dameneinzel  | Ľuba Hanzušová (Slávia TU Košice)                                   | Alexandra Felgrová (MM BK Trenčín)                                     | Barbora Machalová (Spoje Bratislava)                              |
| Dameneinzel  | Ľuba Hanzušová (Slávia TU Košice)                                   | Alexandra Felgrová (MM BK Trenčín)                                     | Viera Kolmanová (Slávia Trnava)                                   |
| Herrendoppel | Róbert Cyprian (MM BK Trenčín) Peter Púdela (MM BK Trenčín)         | Ľubomír Čechovský (Slávia TU Košice) Bohumil Kašela (Slávia TU Košice) | Radovan Jánoš (Spoje Bratislava) Marián Šulko (Spoje Bratislava)  |
| Herrendoppel | Róbert Cyprian (MM BK Trenčín) Peter Púdela (MM BK Trenčín)         | Ľubomír Čechovský (Slávia TU Košice) Bohumil Kašela (Slávia TU Košice) | Juraj Brestovský (Spoje Bratislava) Jaroslav Heleš (CEVA Trenčín) |
| Damendoppel  | Alexandra Felgrová (MM BK Trenčín) Katarína Pokorná (MM BK Trenčín) | Ľuba Hanzušová (Slávia TU Košice) Dana Tomášová (Slávia TU Košice)     | Andrea Barincová (MM BK Trenčín) Martina Švecová (VŠDS Žilina)    |
| Damendoppel  | Alexandra Felgrová (MM BK Trenčín) Katarína Pokorná (MM BK Trenčín) | Ľuba Hanzušová (Slávia TU Košice) Dana Tomášová (Slávia TU Košice)     | Jana Braciníková (CEVA Trenčín) Adriana Šidlová (CEVA Trenčín)    |
| Mixed        | Peter Púdela (MM BK Trenčín) Alexandra Felgrová (MM BK Trenčín)     | Ľubomír Čechovský (Slávia TU Košice) Ľuba Hanzušová (Slávia TU Košice) | Bohumil Kašela (TU Košice) Adriana Šidlová (CEVA Trenčín)         |
| Mixed        | Peter Púdela (MM BK Trenčín) Alexandra Felgrová (MM BK Trenčín)     | Ľubomír Čechovský (Slávia TU Košice) Ľuba Hanzušová (Slávia TU Košice) | Róbert Cyprian (MM BK Trenčín) Katarína Pokorná (MM BK Trenčín)   |